# آهوی پرژوالسکی
آهوی پرژوالسکی (نام علمی: Procapra przewalskii) عضوی از خانواده گاوان (Bovidae) است و در طبیعت تنها در چین یافت می‌شود. زمانی که پراکنده شده بود، دامنه آن به شش جمعیت در نزدیکی دریاچه چینگ‌های کاهش یافته‌است. نام این آهو به افتخار نیکولای پرژوالسکی، کاشف روسی که نمونه‌ای از آن را جمع‌آوری کرد و در سال ۱۸۷۵ به سن پترزبورگ آورد، نام‌گذاری شد